# Les Décimales du futur
Pour plus de détails, voir Fiche technique et Distribution.
Les Décimales du futur (The Final Programme) est un film britannique réalisé par Robert Fuest, sorti en 1973. Il s'agit d'une adaptation du roman de Michael Moorcock Le Programme final, premier tome des Aventures de Jerry Cornelius.

## Synopsis
L'aventurier prix Nobel Jerry Cornelius (Finch) s'oppose à son frère Frank (O'Connor), qui a enlevé sa sœur Catherine (Douglas). Tous deux meurent tandis que Jerry se retrouve mêlé aux plans de Miss Brunner (Runacre) visant à créer l'homme parfait en fusionnant leurs deux corps...

## Fiche technique
- Titre : Les Décimales du futur
- Titre original : The Final Programme
- Réalisation : Robert Fuest
- Scénario : Robert Fuest, d'après le roman de Michael Moorcock
- Musique : Paul Beaver et Bernard Krause
- Photographie : Norman Warwick
- Montage : Barrie Vince
- Production : John Goldstone, Sanford Lieberson : producteurs ; David Puttnam : producteur exécutif
- Société(s) de production : American International Pictures : société de production
- Société(s) de distribution : EMI Films : société de distribution
- Pays :  Royaume-Uni
- Langue : Anglais
- Format : Couleurs (Technicolor) - 35mm - 1.85:1
- Genre : Thriller
Science-fiction
- Budget : 10 millions $
- Durée : 89 min
- Dates de sortie :
  -  Royaume-Uni : 4 octobre 1973
  -  France : 10 mars 1976

## Distribution
- Jon Finch (VF : Bernard Tiphaine) : Jerry Cornelius
- Jenny Runacre (VF : Jacqueline Cohen) : Miss Brunner
- Graham Crowden (VF : Jean Topart) : Dr. Smiles
- George Coulouris (VF : Yves Brainville) : Dr. Powys
- Basil Henson (VF : Jean-Claude Michel) : Dr. Lucas
- Hugh Griffith (VF : Jean-Henri Chambois) : Professeur Hira
- Patrick Magee () : Dr. Baxter
- Sterling Hayden (VF : Edmond Bernard) : Major Wrongway Lindbergh
- Harry Andrews : John
- Derrick O'Connor (VF : Gérard Dessalles) : Frank Cornelius
- Gilles Millinaire (VF : Marc François (acteur)) : Dimitri
- Ronald Lacey (VF : Philippe Mareuil)  : Shades
- Julie Ege (VF : Dominique Macavoy) : Miss Dazzle
- Sandy Ratcliff : Jenny
- Sarah Douglas : Catherine Cornelius
- Olga Lowe (VF : Annie Balestra) : Hari

## Distinctions
- 1976 : Prix du jury ex aequo au Festival international du film fantastique d'Avoriaz 1976.

## Box-office
| Pays ou région | Box-office | Date d'arrêt du box-office | Nombre de semaines |
| -------------- | ---------- | -------------------------- | ------------------ |
| États-Unis     | $          |                            |                    |